# プロペ
株式会社プロペ（英: PROPE,Ltd.）は、日本のゲーム開発会社。

## 概要
セガの「クリエイター独立支援プログラム」により、中裕司を中心に設立された。「プロペ」とはラテン語で傍に、近くにの意。
2017年4月末にて事業を縮小、現在は中裕司個人が運営する会社となっている。

## 開発タイトル
| タイトル                           | 発売日・配信日 | プラットフォーム                                         | 発売元                 |
| ---------------------------------- | -------------- | -------------------------------------------------------- | ---------------------- |
| レッツキャッチ                     | 2008年12月16日 | Wiiウェア                                                | セガ                   |
| レッツタップ                       | 2008年12月18日 | Wii                                                      | セガ                   |
| レッツタップ                       | 2009年9月      | iPhone / iPod touch                                      |                        |
| 10 Count Boxer                     | 2009年5月25日  | iPhone / iPod touch                                      |                        |
| Fluffy Bear                        | 2009年5月25日  | iPhone / iPod touch                                      |                        |
| IVY THE KIWI?                      | 2009年12月17日 | Windows Mobile                                           |                        |
| IVY THE KIWI?                      | 2010年4月22日  | ニンテンドーDS・Wii                                      | バンダイナムコゲームス |
| Wiiリモコンプラス バラエティパック | 2011年7月7日   | Wii                                                      | 任天堂                 |
| ファミリーフィッシング             | 2011年8月4日   | Wii                                                      | バンダイナムコゲームス |
| REAL ANIMALS HD                    | 2011年8月25日  | Android/iOS                                              |                        |
| ナインダンジョン                   | 2011年8月25日  | iOS                                                      |                        |
| 過去カメラ パストカメラ            | 2011年8月25日  | iOS                                                      |                        |
| パワーオブコイン                   | 2011年8月25日  | Android/iOS                                              |                        |
| バディモンスター                   | 2012年6月19日  | Android/iOS、Mobage                                      |                        |
| デジモンアドベンチャー             | 2013年1月17日  | PlayStation Portable                                     | バンダイナムコゲームス |
| すれちがい迷宮                     | 2013年6月18日  | ニンテンドー3DS すれちがいMii広場 ダウンロードコンテンツ | 任天堂                 |
| 絶対純真プリンセス                 | 2013年8月28日  | Android/iOS、Mobage                                      |                        |
| ロデア・ザ・スカイソルジャー       | 2015年4月2日   | Wii U・ニンテンドー3DS                                   | 角川ゲームス           |
| すれちがいフィッシング             | 2015年4月2日   | ニンテンドー3DS すれちがいMii広場 ダウンロードコンテンツ | 任天堂                 |
| サクッと!勇者食堂                  | 2016年9月2日   | ニンテンドー3DS すれちがいMii広場 ダウンロードコンテンツ | 任天堂                 |
| サクッと!大砲忍者                  | 2016年9月2日   | ニンテンドー3DS すれちがいMii広場 ダウンロードコンテンツ | 任天堂                 |
| 電撃迷路VR                         | 2016年11月22日 | Android/iOS                                              |                        |
| Crazy Open Car                     | 2016年11月29日 | Android/iOS                                              |                        |
| かみさまとすずにゃんこ             | 2016年12月6日  | Android/iOS                                              |                        |
| 10BATTLE                           | 2016年12月13日 | Android/iOS                                              |                        |
| 僕と私のキズナモンスター           | 2016年12月14日 | Android/iOS                                              |                        |
| キャトる！コケコの大冒険           | 2017年4月21日  | Android/iOS                                              |                        |
| レジェンドオブコイン               | 2017年12月12日 | Android/iOS                                              |                        |
| SHOT2048                           | 2021年12月18日 | Android/iOS                                              |                        |